# Karel Verbist
Pour les articles homonymes, voir Verbist.

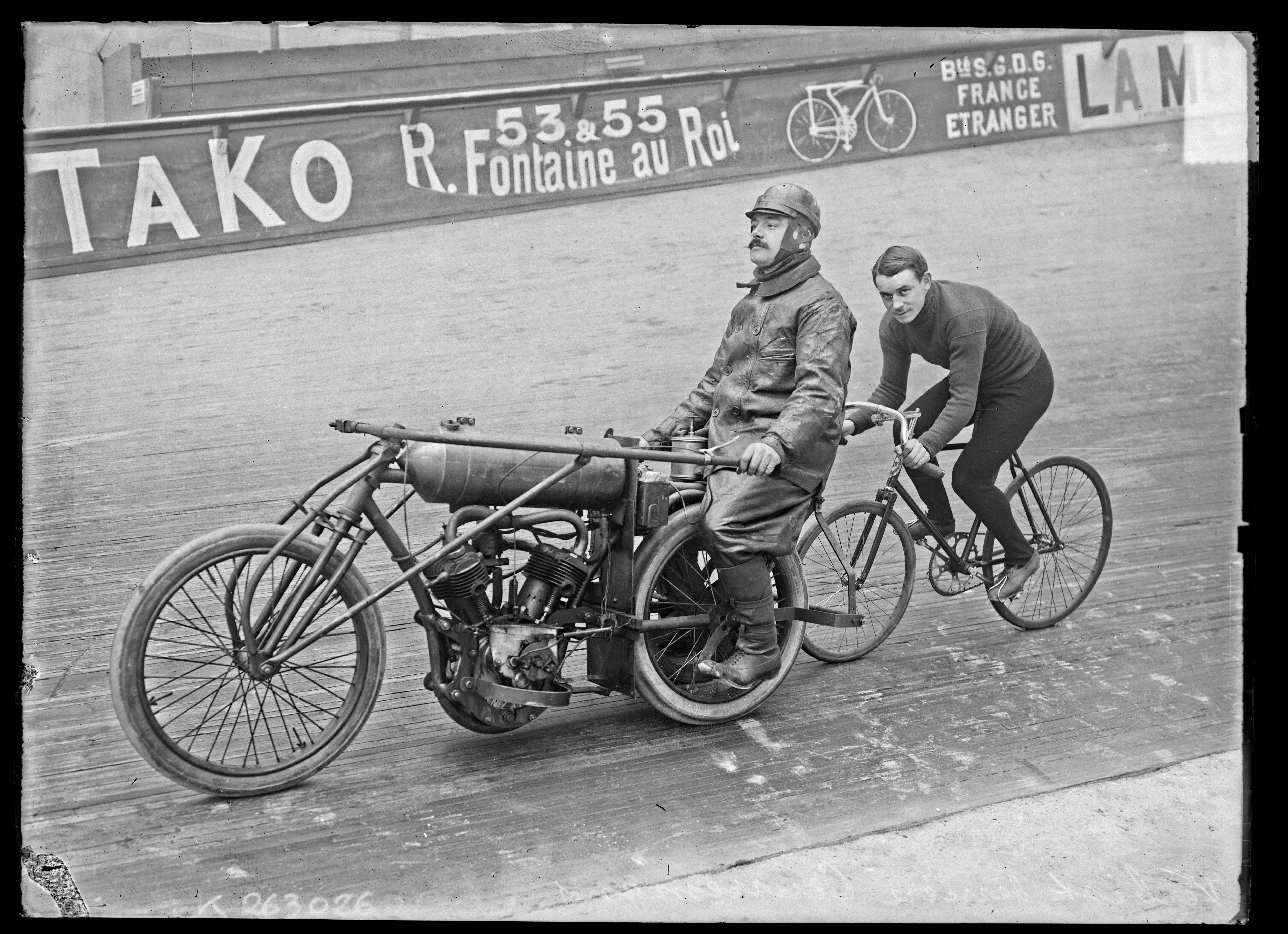
Karel Verbist derrière son entraîneur Ceurremans, 1907

Karel (Martinus Carolus), "Carl", "Charles" ou "Sjoareltsje" Verbist, né le 16 août 1883 à Wijnegem et mort le 21 juillet 1909 à Bruxelles, est un coureur cycliste belge, spécialiste du demi-fond.

## Biographie
Karel Verbist entre en contact avec le cyclisme lors de son apprentissage comme maçon et court d'abord en amateur pour un club, le RCB. En 1906, il participe à Paris-Roubaix et attire l'attention en remportant de manière inattendue une course de 24 heures à Anvers. Son ami d'enfance, l'entraineur de demi-fond et ancien pilote automobile Constant "Stan" Ceurremans remarque Verbist, reconnaît son talent et le persuade d'acheter une machine plus puissante. Avec cette machine et Ceurremans comme entraineur, il se tourne alors vers les courses de professionnels.
En 1907, Verbist prend la deuxième place au championnat du monde de demi-fond à Paris. En octobre 1907, il est blessé lors de l'accident qui coute la vie à Ernest Wolff l'entraineur de Robl sur la piste de Dresde,.
Au cours des deux années suivantes, Verbist bat presque tous les coureurs connus de l'époque, Paul Guignard, Georges Parent, Léon Vanderstuyft, Thaddäus Robl et remporte de nombreux grands prix. En 1908 et 1909, il est champion de Belgique de demi-fond. En 1908, il est également le premier à parcourir 100 km derrière un entraineur en moins d'une heure et bat les records du monde de la discipline.
Le 18 juillet 1909, en présence du roi Léopold de Belgique, Verbist remporte le Prix du Roi devant Léon Vanderstuyft, Louis Darragon et Georges Parent.
Le 21 juillet 1909, jour de la fête nationale belge, au dernier tour du Prix Dürkopp, sur la piste du Karreveld à Bruxelles, Verbist entre en collision avec la moto de son entraineur Constant Ceurreman, dont le pneu arrière a crevé. Il est projeté, retombe sur la piste, et est heurté de plein fouet par la moto d'Emil Meinhold (de), qui entraine Albert Schipke et la colonne vertébrale fracturée, meurt presque immédiatement,,,,,.
Extrêmement populaire, il reçoit des funérailles nationales auxquelles assistent plusieurs milliers de personnes. Il est inhumé dans le cimetière municipal de Wijnegem,. Une réunion sportive est organisée au vélodrome de Zurenborg, au profit de son monument funéraire, avec la participation de Louis Darragon.
Verbist est le sujet d'une ballade funèbre flamande qui se traduit à peu près par « Chareltje, Chareltje Verbist, si tu n'avais pas roulé sur la piste, tu n'aurais peut-être pas fini dans un cercueil »,.

## Palmarès sur piste

### Championnats du monde
- Paris 1907
  -  Médaillé d'argent du demi-fond professionnels[5],[20].

### Championnat de Belgique
- Champion de Belgique de demi-fond: 1908 et 1909

### Autres
- 1907 :
  - 1er Grand Prix d'été Munich[21]
  - 1er Grand Prix Munich
  - 1er prix Stayers Foire d'automne de Leipzig
  - 1er Grand Prix d'Europe sur une heure (Steglitz)[22]
  - 1er Grand Prix d'Automne (Steglitz)
  - 1er Grand Prix d’Anvers de demi-fond
- 1908 :
  - 1er Grand Prix du Printemps à Hanovre[23].
  - 1re Coupe d'Or de Cologne
  - 1er Grand Prix d'Europe sur 100 km à Dresde[24]
  - 1er GP Allemagne 1/2 longue distance (Düsseldorf)
  - 1er Prix Siebengebirge (Cologne)[25]
  - 1er Derby allemand (Cologne)[25]
  - 1er course horaire de Steglitz
  - 2e prix international du printemps (Leipzig)
- 1909 :
  - 1er Grand Prix de Pâques Steglitz
  - 1er Course de l'heure à Steglitz[26]
  - 1er Grande Roue d'Or (Steglitz)
  - 1er Course de l'heure à Leipzig[27]
  - 1er Grand Prix du Jubilé (Cologne)[28]
  - 1re Grand Prix de la Festwoche, Breslau